# فاطمه جلیلیان
فاطمه جلیلیان عضو تیم ملی زیر ۲۱ سال کانوپولو در مسابقات مسابقات جهانی کانوپولوی بانوان سیراکوزای ایتالیا (۲۰۱۶) است. تیم ایران در این مسابقات به رده نهم دست یافت.